# Барри, Рэймонд Джей
Рэймонд Джей Барри (англ. Raymond J. Barry; род. 14 марта 1939, Хемпстед, Нью-Йорк, США) — американский актёр театра, кино и телевидения.

## Биография
Рэймонд Джон Барри родился 14 марта 1939 года в Хемпстеде, пригороде Нью-Йорка. Отец, Рэймонд Барри-старший, работал менеджером по продажам, мать Барбара Констанс Барри была актрисой. Получил степень бакалавра философии в университете Брауна в 1962 году.
Дебютировал в 1974 году на сцене нью-йоркского Публичного Театра, сыграв небольшую роль в постановке «Последние дни британского Гондураса» (англ. The Last Days of British Honduras), в том же году начал сниматься на телевидении. 
C 1977 активно снимался в кино, зачастую он играл роли отцов главных героев, сотрудников правоохранительных органов или влиятельных политиков, подобные роли он сыграл в фильмах «Ничтожество» (1975) Николаса Роуга, «Жар» (1986) Мэтью Чепмена, «Рождённый четвёртого июля» (1989) Оливера Стоуна, «С меня хватит!» (1993) Джоэля Шумахера, «Тренировочный день» (2001) Антуана Фукуа и многих других.
Помимо ролей на широком экране, появлялся также в гостевых ролях в эпизодах популярных телесериалов. Так например, Барри сыграл роль бывшего гонщика и полицейского Джо Гарретта, известного как «Полярник», в эпизоде «Король дорог» сериала «Байки из склепа» вместе с Брэдом Питтом. Также снимался в сериале «Секретные материалы» в эпизодах «Зелёные человечки», «Нисэй», «Резолюция Сената № 819», где исполнил роль сенатора Ричарда Мэтисона — влиятельного покровителя агента Малдера.

## Личная жизнь
Женат на писательнице Робин Манделл (англ. Robyn Mundell), у пары четверо детей.

## Фильмография
| Год       |   | Русское название                           | Оригинальное название                             | Роль                                            |
| --------- | - | ------------------------------------------ | ------------------------------------------------- | ----------------------------------------------- |
| 1974      | с | Вверх и вниз по лестнице                   | Upstairs, Downstairs                              | приятель Альберта Лайонса                       |
| 1977      | ф | До свидания, дорогая                       | The Goodbye Girl                                  | актёр из спектакля «Ричард III»                 |
| 1978      | ф | Незамужняя женщина                         | An Unmarried Woman                                | Эдвард Торо                                     |
| 1985      | ф | Ничтожество                                | Insignificance                                    | отец Спортсмена                                 |
| 1985      | ф | Год дракона                                | Year of the Dragon                                | Луис Буковски                                   |
| 1986      | ф | Жар                                        | Slow Burn                                         | Джеральд Макмёрти                               |
| 1987      | ф | Трое в дороге                              | Three For The Road                                | сенатор Киттередж                               |
| 1988      | ф | Полицейский                                | The Cop                                           | капитан Фред Гаффни                             |
| 1989      | ф | Рождённый четвёртого июля                  | Born on the Fourth of July                        | отец Рона Ковика                                |
| 1990      | с | Нарковойны: История Камарена               | Drug Wars: The Camarena Story                     | Джек Лоун                                       |
| 1991      | ф | Невеста декабря                            | December Bride                                    | Пити                                            |
| 1991      | ф | К2: Предельная высота                      | K2: The Ultimate Hight                            | Филлип Клэйборн                                 |
| 1992      | с | Байки из склепа                            | Tales from the Crypt                              | Джо Гарретт / «Полярник»                        |
| 1992      | ф | Беглый огонь                               | Rapid Fire                                        | агент ФБР Фрэнк Стюат                           |
| 1993      | ф | С меня хватит!                             | Falling Down                                      | капитан Уильям Ярдли                            |
| 1993      | ф | Крутые виражи                              | Cool Runnings                                     | Курт Хэмфилл                                    |
| 1994      | ф | Осторожно, заложник!                       | The Ref                                           | лейтенант Хафф                                  |
| 1994—1999 | с | Секретные материалы                        | The X Files                                       | сенатор Ричард Мэтисон                          |
| 1995      | ф | Внезапная смерть                           | Sudden Death                                      | вице-президент США Дэниел Бендер                |
| 1995      | ф | Мертвец идёт                               | Dead Man Walking                                  | Эрл Делакруа                                    |
| 1996      | ф | Камера                                     | The Chamber                                       | Ролли Уэдж / Донни Кэйхилл                      |
| 1997      | ф | Безумный город                             | Mad City                                          | спецагент ФБР Доббинс                           |
| 1997      | ф | Флаббер                                    | Flubber                                           | Честер Хониккер                                 |
| 1998      | ф | Форс-мажор                                 | Return to Paradise                                | отец «Шерифа»                                   |
| 2001      | ф | Тренировочный день                         | Training Day                                      | Лу Джейкобс, коррумпированный капитан полиции   |
| 2002      | ф | Интервью с убийцей                         | Interview with the Assassin                       | Уолтер Олингер, второй стрелок - убийца Кеннеди |
| 2003      | ф | Чемоданы Тульса Люпера: Моавитская история | The Tulse Luper Suitcases, Part 1: The Moab Story | Стэфан Фигура                                   |
| 2003      | ф | Чемоданы Тульса Люпера: Антверпен          | The Tulse Luper Suitcases: Antwerp                | Стэфан Фигура                                   |
| 2004      | ф | Чемоданы Тульса Люпера: Из Во к морю       | The Tulse Luper Suitcases: Vaux to the Sea        | Стэфан Фигура                                   |
| 2005      | с | Закон и порядок                            | Law & Order                                       | Роберт Долан                                    |
| 2007      | ф | Подстава                                   | The Death and Life of Bobby Z                     | Стэнли                                          |
| 2007      | ф | Взлеты и падения: История Дьюи Кокса       | Walk Hard: The Dewey Cox Story                    | отец Дьюи Кокса                                 |
| 2009      | ф | Короткий путь                              | The Shortcut                                      | Айвор Хартли                                    |
| 2011      | ф | Речные убийства                            | The River Murders                                 | Трент Вердон, отец главного героя               |
| 2014      | ф | Три дня на убийство                        | 3 Days to Kill                                    | директор ЦРУ                                    |
| 2019      | с | 13 причин почему                           | 13 Reasons Why                                    | Харрисон Чэтем                                  |